# Maxwell Award
Il Maxwell Award è un premio assegnato annualmente nel football americano universitario, i cui giurati sono un gruppo di cronisti sportivi della televisione, della carta stampata e allenatori della National Collegiate Athletic Association e membri del Maxwell Football Club, che premia il miglior giocatore di football di college degli Stati Uniti. Il premio è intitolato a Robert W. Maxwell, un giocatore di football universitario, allenatore e scrittore di sport. Tim Tebow e Johnny Lattner sono gli unici giocatori ad averlo vinto due volte.

## Albo d'oro

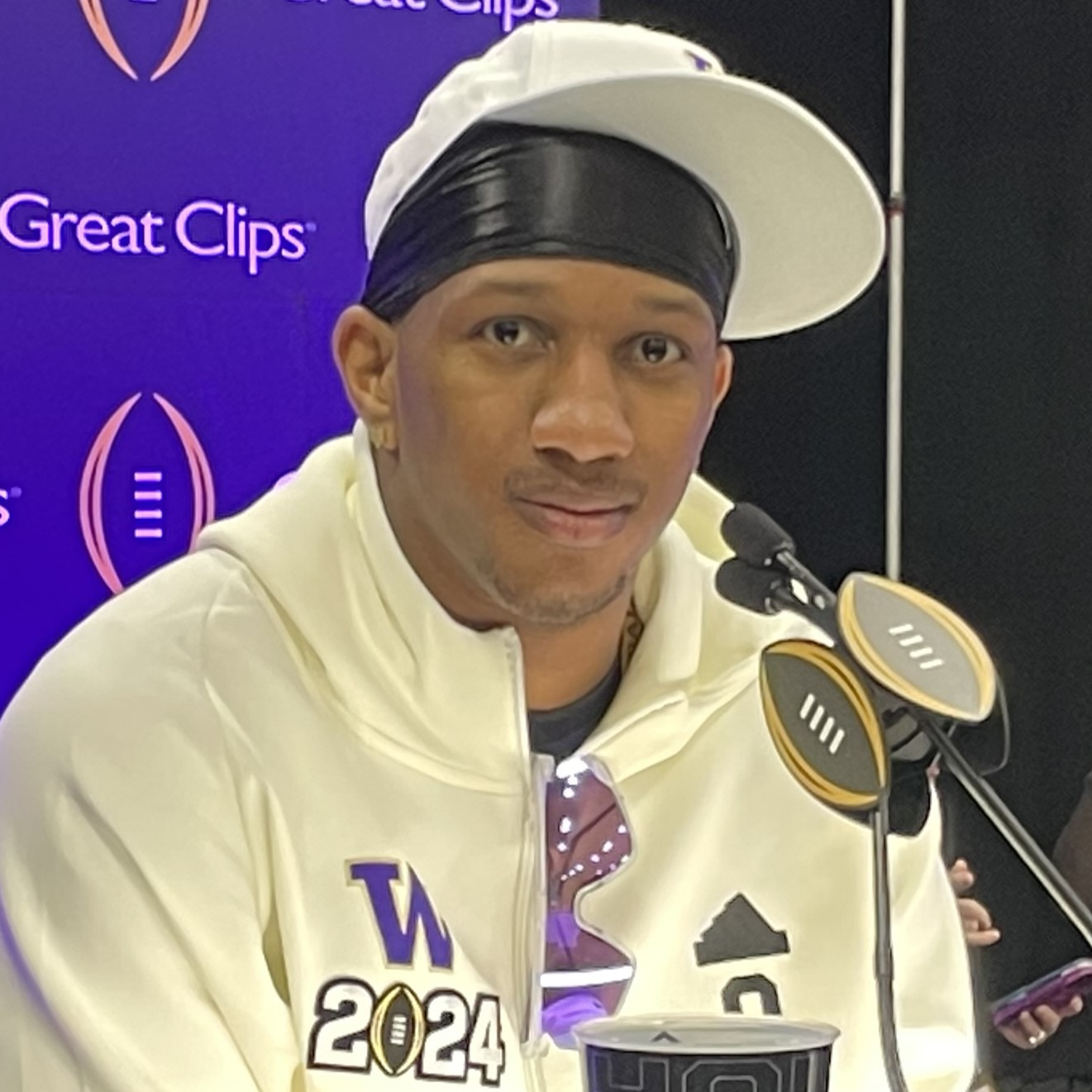
Michael Penix Jr. vincitore del 2023

| Anno | Giocatore                 | Ruolo          |
| ---- | ------------------------- | -------------- |
| 1937 | Clinton E. Frank          | Yale           |
| 1938 | Davey O'Brien             | TCU            |
| 1939 | Nile Kinnick              | Iowa           |
| 1940 | Tom Harmon                | Michigan       |
| 1941 | Bill Dudley               | Virginia       |
| 1942 | Paul V. Governali         | Columbia       |
| 1943 | Robert H. Odell           | Pennsylvania   |
| 1944 | Glenn Davis               | Army           |
| 1945 | Felix A. Blanchard        | Army           |
| 1946 | Charles Trippi            | Georgia        |
| 1947 | Doak Walker               | SMU            |
| 1948 | Charles Bednarik          | Pennsylvania   |
| 1949 | Leon Hart                 | Notre Dame     |
| 1950 | Reds Bagnell              | Pennsylvania   |
| 1951 | Dick Kazmaier             | Princeton      |
| 1952 | Johnny Lattner            | Notre Dame     |
| 1953 | Johnny Lattner            | Notre Dame     |
| 1954 | Ronald Beagle             | Navy           |
| 1955 | Howard "Hopalong" Cassady | Ohio State     |
| 1956 | Tommy McDonald            | Oklahoma       |
| 1957 | Robert H. Reifsnyder      | Navy           |
| 1958 | Pete Dawkins              | Army           |
| 1959 | Richie Lucas              | Penn State     |
| 1960 | Joe Bellino               | Navy           |
| 1961 | Bob Ferguson              | Ohio State     |
| 1962 | Terry Baker               | Oregon State   |
| 1963 | Roger Staubach            | Navy           |
| 1964 | Glenn Ressler             | Penn State     |
| 1965 | Tommy Nobis               | Texas          |
| 1966 | Jim Lynch                 | Notre Dame     |
| 1967 | Gary Beban                | UCLA           |
| 1968 | O.J. Simpson              | USC            |
| 1969 | Mike Reid                 | Penn State     |
| 1970 | Jim Plunkett              | Stanford       |
| 1971 | Ed Marinaro               | Cornell        |
| 1972 | Brad Van Pelt             | Michigan State |
| 1973 | John Cappelletti          | Penn State     |
| 1974 | Steve Joachim             | Temple         |
| 1975 | Archie Griffin            | Ohio State     |
| 1976 | Tony Dorsett              | Pittsburgh     |
| 1977 | Ross Browner              | Notre Dame     |
| 1978 | Charles Fusina            | Penn State     |
| 1979 | Charles White             | USC            |
| 1980 | Hugh Green                | Pittsburgh     |
| 1981 | Marcus Allen              | USC            |
| 1982 | Herschel Walker           | Georgia        |
| 1983 | Mike Rozier               | Nebraska       |
| 1984 | Doug Flutie               | Boston College |
| 1985 | Chuck Long                | Iowa           |
| 1986 | Vinny Testaverde          | Miami          |
| 1987 | Don McPherson             | Syracuse       |
| 1988 | Barry Sanders             | Oklahoma State |
| 1989 | Anthony Thompson          | Indiana        |
| 1990 | Ty Detmer                 | BYU            |
| 1991 | Desmond Howard            | Michigan       |
| 1992 | Gino Torretta             | Miami          |
| 1993 | Charlie Ward              | Florida State  |
| 1994 | Kerry Collins             | Penn State     |
| 1995 | Eddie George              | Ohio State     |
| 1996 | Danny Wuerffel            | Florida        |
| 1997 | Peyton Manning            | Tennessee      |
| 1998 | Ricky Williams            | Texas          |
| 1999 | Ron Dayne                 | Wisconsin      |
| 2000 | Drew Brees                | Purdue         |
| 2001 | Ken Dorsey                | Miami          |
| 2002 | Larry Johnson             | Penn State     |
| 2003 | Eli Manning               | Ole Miss       |
| 2004 | Jason White               | Oklahoma       |
| 2005 | Vince Young               | Texas          |
| 2006 | Brady Quinn               | Notre Dame     |
| 2007 | Tim Tebow                 | Florida        |
| 2008 | Tim Tebow                 | Florida        |
| 2009 | Colt McCoy                | Texas          |
| 2010 | Cam Newton                | Auburn         |
| 2011 | Andrew Luck               | Stanford       |
| 2012 | Manti Te'o                | Notre Dame     |
| 2013 | A.J. McCarron             | Alabama        |
| 2014 | Marcus Mariota            | Oregon         |
| 2015 | Derrick Henry             | Alabama        |
| 2016 | Lamar Jackson             | Louisville     |
| 2017 | Baker Mayfield            | Oklahoma       |
| 2018 | Tua Tagovailoa            | Alabama        |
| 2019 | Joe Burrow                | LSU            |
| 2020 | DeVonta Smith             | Alabama        |
| 2021 | Bryce Young               | Alabama        |
| 2022 | Caleb Williams            | USC            |
| 2023 | Michael Penix Jr.         | Washington     |
| 2024 | Ashton Jeanty             | Boise State    |